# Гонадотрофы
Гонадотрофы — эндокринные клетки передней доли гипофиза, синтезирующие фолликулостимулирующий гормон (ФСГ) и лютеинизирующий гормон (ЛГ). Синтез ЛГ и ФСГ контролируется Гн-РГ (гонадотропин-рилизинг гормона).

## Синтез и секреция ЛГ и ФСГ
На поверхности гонадотрофов присутствуют рецепторы Гн-РГ, которые, связываясь с Гн-РГ, пропускают в клетку ионы кальция, что приводит к выбросу ФСГ и ЛГ из клетки. Помимо этого Гн-РГ вызывает стимуляцию синтеза ЛГ и ФСГ
Вначале считалось, что ЛГ и ФСГ синтезируются разными типами клеток, однако, сейчас, исходя из результатов иммуноцитохимических исследований, большинство авторов полагают, что эти гормоны синтезируются одними и теми же клетками гонадотрофов.

## Расположение в гипофизе
Гонадотрофы составляют, примерно, 10 %-15 % клеточного состава аденогипофиза.
Располагаются гонадотрофы преимущественно вблизи лактотрофов, в латеральной доле гипофиза. Для гонадотрофов характерен крупный и хорошо различимый аппарат Гольджи, а также округлые ядра.

## Типы гонадотрофов
В зависимости от объёма синтеза ФСГ и ЛГ гонадотрофы делят на несколько типов.

### Гонадотрофы 1-го типа
Для них характерны секреторные гранулы размером 200—250 нм.

### Гонадотрофы 2-го типа
Более крупные чем гонадотрофы 1-го типа и, следовательно, с большим объёмом секреции. Для них характерны секреторные гранулы размером 400—450 нм.